# 奥羽大学
奥羽大学（おううだいがく、英語: Ohu University）は、福島県郡山市富田町字三角堂31-1に本部を置く日本の私立大学。1972年創立、1972年大学設置。大学の略称は奥羽大。東北歯科大学であった1989年まで東北地方では「歯科大」と呼ばれていた。

## 沿革
- 1972年（昭和47年）
  - 2月 - 学校法人東北歯科大学設置認可
  - 4月 - 東北歯科大学開学（附属病院棟・進学棟・講義棟落成）、第1回入学式
  - 7月 - 附属病院診療開始、厚生施設「無垢苑」開苑
  - 10月 - 校章制定
  - 12月 - 第1回創立記念日
- 1973年（昭和48年）
  - 9月 - 記念講堂落成
  - 10月 - 東北歯科大学学会発足、東北歯科大学父兄会発足
- 1974年（昭和49年）
  - 9月 - 基礎医学研究棟落成
  - 11月 - 校旗・校歌制定
- 1975年（昭和50年）
  - 9月 - 体育館落成
  - 10月 - 韓国の慶熙大学校と姉妹校締結
- 1976年（昭和51年）9月 - 中央棟落成、テニスコート開場
- 1977年（昭和52年）9月 - 実験動物舎落成
- 1978年（昭和53年）3月 - 第1回卒業式
- 1982年（昭和57年）5月 - 創立10周年記念式挙行
- 1983年（昭和58年）4月 - 武道館落成、クラブ棟落成
- 1986年（昭和61年）
  - 3月 - 大学院歯学研究科博士課程設置認可
  - 4月 - 大学院第1回入学式
- 1987年（昭和62年）4月 - 歯学部入学定員数の変更（120名より100名に削減）認可
- 1988年（昭和63年）12月 - 文学部設置認可（英語英文学科・フランス語フランス文学科・日本語日本文学科）、学校法人東北歯科大学を学校法人晴川学舎に名称変更認可、東北歯科大学を奥羽大学に名称変更認可（1989年4月1日より）
- 1989年（平成元年）
  - 4月 - 奥羽大学に名称変更、第1回入学式、校章・校旗・校歌の変更
  - 6月 - アメリカのロマリンダ大学と姉妹校締結
- 1990年（平成2年）
  - 2月 - 文学部司書課程認定
  - 3月 - テニスコート移転増設、立体駐車場落成、文学部教職課程認定
  - 4月 - 大学院歯学研究科第1回学位記授与式
- 1991年（平成3年）
  - 4月 - 文学部入学定員数の変更（200名から350名に増員、1999年迄の期限付）認可
  - 9月 - 解剖学棟落成
- 1992年（平成4年）3月 - 食堂棟落成
- 1993年（平成5年）3月 - 文学部第1期生卒業式
- 1996年（平成8年）4月 - 第2講義棟落成
- 1998年（平成10年）12月 - 大学院歯学研究科収容定員数の変更（76名から72名に削減）認可
- 1999年（平成11年）
  - 7月 - 文学部の期間を付した入学定員の廃止に伴う収容定員数の変更（800名から1,100名に増員）認可
  - 8月 - 中国の遼寧大学との姉妹校締結
  - 10月 - 文学部教職課程認定
- 2000年（平成12年）4月 - 研修棟落成
- 2004年（平成16年）
  - 4月 - 文学部募集停止
  - 11月 - 薬学部（薬学科）設置認可
- 2005年（平成17年）
  - 4月 - 薬学部（薬学科）開設
  - 9月 - 収容定員の変更（1,400名から1,800名に増員）認可
- 2007年（平成19年）
  - 3月 - 文学部廃止
  - 5月 - 第3講義棟落成
- 2008年（平成20年）3月	- 大学基準協会の基準適合認定
- 2009年（平成21年）4月 - 薬学部収容定員数の変更届出（1,200名から840名に削減）
- 2010年（平成22年）3月	- 大学基準協会の基準適合認定
- 2021年2月13日（土）に発生した福島県沖地震において、校舎及び附属病院の壁等に亀裂等が生じた。[1]修繕のため当面の間、休院状態であったが、4月5日に診療業務を再開した。[2]

## 教育および研究

### 学部
- 歯学部
  - 歯学科
- 薬学部
  - 薬学科

### 大学院
- 歯学研究科（博士課程）

### かつてあった学部
- 文学部（2004年募集停止）
  - 英語英文学科
  - フランス語フランス文学科
  - 日本語日本文学科

## 附属施設

奥羽大学歯学部附属病院

- 奥羽大学歯学部附属病院
- 奥羽大学薬学部薬用植物園

## 不祥事

### 歯科医師国家試験問題漏洩事件
1999年11月、当時国家試験委員だった日本歯科大学教授らが、奥羽大学歯学部教授の頼みで試験問題を漏洩した。2000年2月、歯学部教授は漏洩した問題を同大歯学部の卒業試験問題に出題し、翌月に国家試験を控えた学生約100人に問題を解かせたうえ、解説した。同年3月の国家試験直前に在学生からの内部告発があり事件が発覚し、事件に関与した教授らは逮捕・起訴される事態となった。なお、国家試験は当初予定していた問題とは差し替えられて実施された。この事件は私立歯科大学の廃止まで議論される大きな問題となったが、現在は過去の事件を繰り返さないためにいくつかの施策を講じ、歯学教育の信頼回復に努めている。
また、2005年3月に国の認めた第三者機関による評価が大学に義務付けられたのを受け、財団法人・大学基準協会が評価結果を公表したが「歯科医師国家試験問題漏洩事件などで、学生の意欲低下を招いた」として、奥羽大学は合否判定保留になった。その後、2007年6月末までに大学側から提出された改善報告書に基づく再評価結果が公表され、「意欲的に改善に取り組んでいることを確認できた」として、大学基準に適合していると認定された。

### その他
- 2020年4月10日 - 歯学部男性教授が、新型コロナウイルス感染症の感染拡大によって7都府県に緊急事態宣言が出たことを受け、「福島県外に出たら退学処分」というメールを歯学部4年生の学生89人に送付していた。大学は退学は行き過ぎた表現であり、大学の方針ではなく訂正するとして、ホームページに謝罪文を掲載した[6][7]。

## 大学関係者

### 著名な出身者
- GReeeeN[8]

### 教員
- 飯倉晴武
- 五十嵐治義
- 伊東信雄
- アントン・ウィッキー
- 植田敏郎
- 小野直広
- 栗原康 (生態学者)
- 佐藤牧夫
- 瀬戸利一
- 田上順次
- 氷室利彦
- 村上哲見
- 渡辺文夫

## 系列校
- 東北歯科専門学校

## 交通アクセス
- JR郡山駅より福島交通バスで約10分、「奥羽大学」バス停下車
- JR磐越西線郡山富田駅から徒歩約5分